# 8306 Shoko
8306 Shoko (1995 DY1) là một tiểu hành tinh vành đai chính được phát hiện ngày 24 tháng 2 năm 1995 bởi A. Nakamura ở Kuma Kogen.